# Florence Fuller
Florence Ada Fuller (Porto Elizabeth, 1867 — Gladesville, 17 de julho de 1946) foi uma artista australiana nascida na África do Sul. Originalmente de Porto Elizabeth, Fuller migrou para Melbourne com sua família quando ainda era criança. Em Melbourne, ela treinou com seu tio Robert Hawker Dowling e a professora Jane Sutherland e teve aulas na Galeria Nacional da Victoria Art School, tornando-se uma artista profissional no final da década de 1880. Em 1892, ela deixou a Austrália, viajando primeiro para a África do Sul, onde conheceu e pintou para Cecil Rhodes, e depois para a Europa. Ela viveu e estudou lá na década seguinte, exceto pelo retorno à África do Sul em 1899 para pintar um retrato de Rodes. Entre 1895 e 1904, seus trabalhos foram exibidos no Salon de Paris e na Academia Real Inglesa.
Em 1904, Fuller retornou à Austrália, e passou a morar em Perth. Ela se tornou ativa na Sociedade Teosófica e pintou alguns de seus trabalhos mais conhecidos, incluindo A Golden Hour, descrita pela Galeria Nacional da Austrália como uma "obra-prima" quando adquiriu o trabalho em 2013. A partir de 1908, Fuller viajou extensivamente, vivendo na Índia e na Inglaterra antes de finalmente se estabelecer em Sydney. Nessa cidade, ela foi a professora inaugural de desenho anatómico na Escola de Artes Belas e Aplicadas, criada em 1920 pela Sociedade de Mulheres Pintoras de Nova Gales do Sul. Fuller morreu em 1946.
Altamente considerada durante sua carreira ativa como pintora de retratos e paisagens, em 1914, Fuller esteve representada em quatro galerias públicas - três na Austrália e uma na África do Sul - um recorde para uma mulher que era pintora australiana na época. Em 1927, ela começou quase vinte anos de institucionalização em um hospício, no entanto, e sua morte foi sem aviso prévio. Após sua morte, informações sobre ela foram frequentemente omitidas nos livros de referência sobre pintores australianos e o conhecimento de seu trabalho ficou obscuro, apesar de suas pinturas serem realizadas em coleções públicas de arte, incluindo a Galeria de Arte do Sul da Austrália, a Galeria de Arte da Austrália Ocidental, a Galeria Nacional da Austrália, a Galeria Nacional de Victoria, a Galeria de Arte de Nova Gales do Sul e a Galeria Nacional de Retratos da Austrália.